# Chandrapura
Chandrapura is een census town in het district Bokaro van de Indiase staat Jharkhand. 

## Demografie
Volgens de Indiase volkstelling van 2001 wonen er 22389 mensen in Chandrapura, waarvan 54% mannelijk en 46% vrouwelijk is. De plaats heeft een alfabetiseringsgraad van 71%. 